# Павел Буха
Павел Буха (чеськ. Pavel Bucha, нар. 11 березня 1998, Мельник, Чехія) — чеський футболіст, півзахисник клубу МЛС «Цинциннаті».

## Ігрова кар'єра

### Клубна
Павел Буха є вихованцем столичного клубу «Славія». 17 лютого 2018 року у матчі чемпіонату країни проти «Височини» Буха дебютував в першій команді на професійному рівні. В червні 2018 року футболіста відправили назад до юніорської команди «Славії» за відмову продовжити контракт з клубом.
А вже в липні Буха розірвав контракт зі столичним клубом і одразу перейшов до «Вікторії» (Пльзень), підписавши з клубом контракт на чотири роки. У лютому 2019 року для набору ігрової практики футболіст був відправлений в оренду до клубу «Млада Болеслав», де грав до січня 2020 року. Повернувшись до «Вікторії», 22 лютого у матчі проти «Пржибрама» Буха зробив хет-трик, забивши свої перші голи за команду.
7 лютого 2024 року Буха перейшов до американського клубу «Цинциннаті», з яким уклав угоду до кінця 2026 року. Першу гру в новій команді півзахисник провів 22 лютого у рамках Ліги чемпіонів КОНКАКАФ.

### Збірна
У 2021 році у складі молодіжної збірної Чехії Павел Буха брав участь у молодіжному чемпіонаті Європи в Угорщині і Словенії.

## Титули
Славія
 Переможець Кубка Чехії: 2017/18
Вікторія
 Чемпіон Чехії: 2021/22